# Pori (Zentralmakedonien)
Pori (griechisch Πόροι (m. pl.)) ist eine Ortsgemeinschaft (Τοπική Κοινότητα Πόρων Topikí Kinótita Póron) der Gemeinde Dion-Olymbos in der griechischen Region Zentralmakedonien. Sie wird aus dem am Thermaischen Golf gelegenen Küstenort Nei Pori und den Weilern Pori und Agios Dimitrios gebildet.

## Lage
Pori ist die südlichste Ortsgemeinschaft der Gemeinde Dion-Olymbos. Sie grenzt im Süden an die Gemeinde  Tembi der Region Thessalien an, wo in Küstennähe ein verlandeter Seitenarm des Pinios-Deltas die Grenze bildet. Im Norden grenzen Platamonas und weiter im Hinterland Skotina an.
Der touristisch geprägte Hauptort Nei Pori liegt zwischen der Bahnlinie der OSE im Süden und dem Thermaischen Golf. Die Bebauung geht im Nordwesten ohne erkennbare Grenze in das angrenzende Platamonas über. Etwa 1,5 km im Hinterland von Platamonas liegt südlich der Nationalstraße 1 Agios Dimitrios, der alte Ort Pori etwa 5,5 km westlich auf etwa 500 m Höhe.

## Verwaltungsgliederung
Die Landgemeinde Pourlias (Κοινότητα Πούρλια Kinótita Poúrlia) wurde 1924 mit der Abtrennung von Platamonas gegründet. Die Umbenennung in Pori erfolgte 1926. Durch Abtrennung von der Präfektur Thessaloniki gelangte Pori 1949 zur neugegründeten Präfektur Pieria. Der Weiler Agios Dimitrios wurde 1971 als Siedlung anerkannt und der Küstenort Nei Pori 1981. Dieser wurde ab 1988 Verwaltungssitz der Landgemeinde. Nach der Gemeindereform 1997 wurde Pori mit vier weiteren Landgemeinden zur Gemeinde Anatolikos Olymbos zusammengeschlossen. Diese wiederum ging anlässlich der Verwaltungsreform 2010 als Gemeindebezirk in der neu geschaffenen Gemeinde Dion-Olymbos auf. Seither hat Pori den Status einer Ortsgemeinschaft.
Bevölkerungsentwicklung von Pori
| Name            | griechischer Name | Code       | 1913 | 1920 | 1928 | 1940 | 1951 | 1961 | 1971 | 1981 | 1991 | 2001 | 2011 |
| --------------- | ----------------- | ---------- | ---- | ---- | ---- | ---- | ---- | ---- | ---- | ---- | ---- | ---- | ---- |
| Nei Pori        | Νέοι Πόροι        | 1102020401 |      |      |      |      |      |      |      | 273  | 631  | 691  | 733  |
| Pori            | Πόροι             | 1102020403 | 282  | 329  | 410  | 601  | 441  | 533  | 295  | 094  | 053  | 021  | 023  |
| Agios Dimitrios | Άγιος Δημήτριος   | 1102020402 |      |      |      |      |      |      | 063  | 091  | 039  | 029  | 014  |
| Gesamt          | Gesamt            | 11020204   | 282  | 329  | 410  | 601  | 441  | 533  | 358  | 458  | 723  | 741  | 770  |

## Verkehr
Nei Pori liegt nahe an zwei in Nord-Süd-Richtung verlaufenden Hauptverkehrswegen. Es ist an die Nationalstraße 1 über die etwa 1,7 km westlich bei Agios Dimitrios gelegene Anschlussstelle Platamonas angebunden. Der Bahnhof Nei Pori der Bahnstrecke Piräus–Thessaloniki liegt etwa einen Kilometer westlich des Ortszentrums von Nei Pori.